# Nell Hall Hopman
Nell Hall Hopman, właśc. Eleanor Mary Hall Hopman (ur. 9 marca 1909 w Sydney, zm. 10 stycznia 1968 w Hawthorn) – australijska tenisistka, dwukrotna wicemistrzyni wielkoszlemowego Australian Open, zwyciężczyni turniejów w grze podwójnej i mieszanej.

## Życiorys
Nell Hopman była jedną z wielu znanych tenisistek Australii w latach 1930–1960. W wielkoszlemowym Australian Open w tym okresie nie wystąpiła tylko raz – w 1932. Jej najlepszymi osiągnięciami były dwa finały – w 1939 przegrany z Emily Hood Westacott oraz w 1947, kiedy poniosła porażkę z Nancye Wynne Bolton. Startowała także w pozostałych trzech imprezach Wielkiego Szlema, a jej największym sukcesem była czwarta runda Wimbledonu w 1947. Po raz ostatni zagrała singla na Roland Garros w 1966, mając 57 lat. Odpadła już w pierwszej rundzie. Nie był to jednak jej ostatni start wielkoszlemowy, kilka miesięcy później wystąpiła bowiem jeszcze na US Open w grze podwójnej kobiet razem z Arklay Richards. Deblistki odpadły także w pierwszym meczu.
Nell Hopman znana jest przede wszystkim z osiągnięć w grze podwójnej i mieszanej. W 1954 zdobyła deblowe mistrzostwo Roland Garros w parze z Maureen Connolly. W finale zawodniczki pokonały debel francuski Suzanne Schmitt i Maude Galtier. Hopman trzykrotnie dochodziła do decydujących meczów gry podwójnej Australian Open, ale wszystkie przegrała. Po raz pierwszy była w finale w 1935 z Louie Bickerton, następnie w latach 1937 z Emily Hood Westacott i 1955 z Gwen Thiele.
W boku męża, australijskiego tenisisty Harry’ego Hopmana, zdobyła cztery wielkoszlemowe mistrzostwa w grze mieszanej. Wszystkie zwycięstwa odnieśli w Australii, przegrywając jedynie w 1940. W 1935 zostali wicemistrzami Wimbledonu, pokonani przez Dorothy Round Little i Freda Perry’ego.
Nell Hopman zmarła w 1968 wskutek nieudanej operacji usunięcia guza mózgu, jaką przeszła dwa lata wcześniej.